# تیم ملی والیبال زنان مکزیک
تیم ملی والیبال زنان مکزیک تیم ملی والیبال زنان کشور مکزیک است.